# Matteo Serafini
Matteo Serafini est un footballeur italien né le 21 avril 1978 à Brescia devenu entraîneur.